# Српски кошаркашки клубови у европским такмичењима 2014/15.
Српски кошаркашки клубови у европским такмичењима 2014/15. имали су два представника:
- Црвена звезда Телеком је након одустајања првака Цибоне као најбољи тим у регуларном делу сезоне Јадранске лиге 2013/14. добила прилику да се такмичи у Евролиги 2014/15.
- Партизан НИС је као полуфиналиста Јадранске лиге 2013/14. обезбедио учешће у Еврокупу 2014/15.

## Црвена звезда Телеком у Евролиги

### Прва фаза „Топ 24“ - Група Д
Црвена звезда Телеком је на жребу 10. јула 2014. из петог шешира сврстана у групу Д.
|    | Екипа                    | Игр. | Поб. | Изг. | П+  | П-  | П+/- | Тај-брек  |
| -- | ------------------------ | ---- | ---- | ---- | --- | --- | ---- | --------- |
| 1. | Олимпијакос              | 10   | 8    | 2    | 748 | 711 | +37  |           |
| 2. | Црвена звезда Телеком    | 10   | 6    | 4    | 784 | 728 | +56  |           |
| 3. | Лаборал Кућа             | 10   | 5    | 5    | 803 | 798 | +5   |           |
| 4. | Галатасарај Лив Хоспитал | 10   | 4    | 6    | 803 | 818 | -15  | 1-1 (+16) |
| 5. | Нептунас                 | 10   | 4    | 6    | 763 | 857 | -94  | 1-1 (-16) |
| 6. | Валенсија                | 10   | 3    | 7    | 775 | 764 | +11  |           |

| 16. 10. 2014. 20:45 Извештај |                                                                     | Црвена звезда Телеком | 76 : 68                  | Галатасарај Лив Хоспитал | Београдска арена, Београд Гледаоци: 16 834 |  |
| 16. 10. 2014. 20:45 Извештај | Четвртине: 17-20, 29-10, 17-18, 13-20                               |                       |                          |                          | Београдска арена, Београд Гледаоци: 16 834 |  |
| 16. 10. 2014. 20:45 Извештај | Поени: Марјановић 22 Скокови: Марјановић 10 Асистенције: Вилијамс 7 |                       | Ерцег 17 Ерцег 8 Аројо 5 |                          | Београдска арена, Београд Гледаоци: 16 834 |  |

| 23. 10. 2014. 18:00 Извештај |                                                                       | Нептунас | 83 : 81                            | Црвена звезда Телеком | Швитурио арена, Клајпеда Гледаоци: 5 400 |  |
| 23. 10. 2014. 18:00 Извештај | Четвртине: 25-20, 22-17, 20-24, 16-20                                 |          |                                    |                       | Швитурио арена, Клајпеда Гледаоци: 5 400 |  |
| 23. 10. 2014. 18:00 Извештај | Поени: Гајлијус 19 Скокови: Гајлијус, Галдикас 7 Асистенције: Шакур 6 |          | Вилијамс 23 Митровић 10 Вилијамс 6 |                       | Швитурио арена, Клајпеда Гледаоци: 5 400 |  |

| 30. 10. 2014. 19:00 Извештај |                                                                    | Црвена звезда Телеком | 76 : 63                 | Валенсија | Београдска арена, Београд Гледаоци: 15 820 |  |
| 30. 10. 2014. 19:00 Извештај | Четвртине: 21-16, 18-10, 26-16, 11-21                              |                       |                         |           | Београдска арена, Београд Гледаоци: 15 820 |  |
| 30. 10. 2014. 19:00 Извештај | Поени: Марјановић 16 Скокови: Марјановић 9 Асистенције: Вилијамс 8 |                       | Бајкс 14 Сато 7 Вивес 3 |           | Београдска арена, Београд Гледаоци: 15 820 |  |

| 7. 11. 2014. 19:00 Извештај |                                                                               | Црвена звезда Телеком | 57 : 62                          | Олимпијакос | Београдска арена, Београд Гледаоци: 18 732 |  |
| 7. 11. 2014. 19:00 Извештај | Четвртине: 14-13, 12-24, 10-13, 21-12                                         |                       |                                  |             | Београдска арена, Београд Гледаоци: 18 732 |  |
| 7. 11. 2014. 19:00 Извештај | Поени: Марјановић 13 Скокови: Марјановић 14 Асистенције: Вилијамс, Митровић 4 |                       | Спанулис 14 Аграванис 9 Слукас 5 |             | Београдска арена, Београд Гледаоци: 18 732 |  |

| 13. 11. 2014. 20:30 Извештај |                                                               | Лаборал Кућа | 66 : 86                          | Црвена звезда Телеком | Фернандо Буеса арена, Виторија Гледаоци: 8 064 |  |
| 13. 11. 2014. 20:30 Извештај | Четвртине: 22-21, 12-20, 16-25, 16-20                         |              |                                  |                       | Фернандо Буеса арена, Виторија Гледаоци: 8 064 |  |
| 13. 11. 2014. 20:30 Извештај | Поени: Шенгелија 20 Скокови: Шенгелија 5 Асистенције: Ертел 7 |              | Митровић 17 Калинић 8 Вилијамс 6 |                       | Фернандо Буеса арена, Виторија Гледаоци: 8 064 |  |

| 21. 11. 2014. 19:00 Извештај |                                                               | Галатасарај Лив Хоспитал | 110 : 103                             | Црвена звезда Телеком | Абди Ипекчи арена, Истанбул Гледаоци: 8 143 |  |
| 21. 11. 2014. 19:00 Извештај | Четвртине: 22-16, 23-24, 9-23, 28-19, 28-21 (2 прод.)         |                          |                                       |                       | Абди Ипекчи арена, Истанбул Гледаоци: 8 143 |  |
| 21. 11. 2014. 19:00 Извештај | Поени: Ерцег 32 Скокови: Гулер 8 Асистенције: Аројо, Арслан 6 |                          | Митровић 30 Марјановић 17 Вилијамс 17 |                       | Абди Ипекчи арена, Истанбул Гледаоци: 8 143 |  |

| 27. 11. 2014. 19:00 Извештај |                                                                     | Црвена звезда Телеком | 79 : 62                                   | Нептунас | Београдска арена, Београд Гледаоци: 12 547 |  |
| 27. 11. 2014. 19:00 Извештај | Четвртине: 22-14, 13-23, 27-10, 17-15                               |                       |                                           |          | Београдска арена, Београд Гледаоци: 12 547 |  |
| 27. 11. 2014. 19:00 Извештај | Поени: Марјановић 24 Скокови: Марјановић 12 Асистенције: Вилијамс 7 |                       | Гајлијус 18 Бенсон, Завацкас 7 Гајлијус 6 |          | Београдска арена, Београд Гледаоци: 12 547 |  |

| 5. 12. 2014. 21:00 Извештај |                                                          | Валенсија | 68 : 77                                | Црвена звезда Телеком | Арена Фуенте Сан Луис, Валенсија Гледаоци: 8 500 |  |
| 5. 12. 2014. 21:00 Извештај | Четвртине: 16-20, 21-22, 15-20, 16-15                    |           |                                        |                       | Арена Фуенте Сан Луис, Валенсија Гледаоци: 8 500 |  |
| 5. 12. 2014. 21:00 Извештај | Поени: Дубљевић 22 Скокови: Лучић 6 Асистенције: Рибас 6 |           | Марјановић 18 Марјановић 11 Митровић 6 |                       | Арена Фуенте Сан Луис, Валенсија Гледаоци: 8 500 |  |

| 12. 12. 2014. 20:45 Извештај |                                                            | Олимпијакос | 64 : 59                                       | Црвена звезда Телеком | Дворана мира и пријатељства, Пиреј Гледаоци: 12 000 |  |
| 12. 12. 2014. 20:45 Извештај | Четвртине: 13-16, 14-12, 15-20, 22-11                      |             |                                               |                       | Дворана мира и пријатељства, Пиреј Гледаоци: 12 000 |  |
| 12. 12. 2014. 20:45 Извештај | Поени: Спанулис 15 Скокови: Петвеј 7 Асистенције: Слукас 5 |             | Марјановић 17 Марјановић 13 Вилијамс, Јовић 4 |                       | Дворана мира и пријатељства, Пиреј Гледаоци: 12 000 |  |

| 19. 12. 2014. 19:00 Извештај |                                                                   | Црвена звезда Телеком | 90 : 82                   | Лаборал Кућа | Хала Пионир, Београд Гледаоци: 0 |  |
| 19. 12. 2014. 19:00 Извештај | Четвртине: 18-18, 28-27, 24-18, 20-19                             |                       |                           |              | Хала Пионир, Београд Гледаоци: 0 |  |
| 19. 12. 2014. 19:00 Извештај | Поени: Вилијамс 23 Скокови: Марјановић 12 Асистенције: Вилијамс 8 |                       | Бертанс 16 Тили 7 Ертел 7 |              | Хала Пионир, Београд Гледаоци: 0 |  |

### Друга фаза „Топ 16“ - Група Е
|    | Екипа                    | Игр. | Поб. | Изг. | П+   | П-   | П+/- | Тај-брек |
| -- | ------------------------ | ---- | ---- | ---- | ---- | ---- | ---- | -------- |
| 1. | Реал Мадрид              | 14   | 11   | 3    | 1224 | 1132 | +192 |          |
| 2. | Барселона                | 14   | 11   | 3    | 1149 | 1062 | +87  |          |
| 3. | Макаби Електра           | 14   | 9    | 5    | 1071 | 1072 | -1   |          |
| 4. | Панатинаикос             | 14   | 7    | 7    | 1048 | 1022 | +26  | 1-1 (+4) |
| 5. | АЛБА Берлин              | 14   | 7    | 7    | 976  | 1031 | -55  | 1-1 (-4) |
| 6. | Жалгирис                 | 14   | 5    | 9    | 1004 | 1075 | -71  |          |
| 7. | Црвена звезда Телеком    | 14   | 4    | 10   | 1025 | 1059 | -34  |          |
| 8. | Галатасарај Лив Хоспитал | 14   | 2    | 12   | 1023 | 1167 | -144 |          |

| 2. 1. 2015. 19:00 Извештај |                                                                       | Црвена звезда Телеком | 72 : 79                        | Реал Мадрид | Београдска арена, Београд Гледаоци: 18 920 |  |
| 2. 1. 2015. 19:00 Извештај | Четвртине: 12-15, 19-19, 14-24, 27-21                                 |                       |                                |             | Београдска арена, Београд Гледаоци: 18 920 |  |
| 2. 1. 2015. 19:00 Извештај | Поени: Митровић, Цирбес 13 Скокови: Марјановић 7 Асистенције: Јовић 9 |                       | Фернандез 15 Фернандез 6 Љуљ 9 |             | Београдска арена, Београд Гледаоци: 18 920 |  |

| 8. 1. 2015. 20:05 Извештај |                                                        | Макаби Електра | 78 : 67                                    | Црвена звезда Телеком | Менора Мивташим арена, Тел Авив Гледаоци: 11 060 |  |
| 8. 1. 2015. 20:05 Извештај | Четвртине: 21-18, 16-15, 19-16, 22-18                  |                |                                            |                       | Менора Мивташим арена, Тел Авив Гледаоци: 11 060 |  |
| 8. 1. 2015. 20:05 Извештај | Поени: Рендл 16 Скокови: Смит 10 Асистенције: Охајон 8 |                | Калинић 18 Блажич, Марјановић 8 Вилијамс 9 |                       | Менора Мивташим арена, Тел Авив Гледаоци: 11 060 |  |

| 16. 1. 2015. 21:00 Извештај |                                                                            | Црвена звезда Телеком | 65 : 74                         | Галатасарај Лив Хоспитал | Београдска арена, Београд Гледаоци: 17 821 |  |
| 16. 1. 2015. 21:00 Извештај | Четвртине: 19-21, 16-12, 12-18, 18-23                                      |                       |                                 |                          | Београдска арена, Београд Гледаоци: 17 821 |  |
| 16. 1. 2015. 21:00 Извештај | Поени: Марјановић 18 Скокови: Марјановић, Цирбес 7 Асистенције: Вилијамс 4 |                       | Мицов 12 Марић 7 Аројо, Мицов 3 |                          | Београдска арена, Београд Гледаоци: 17 821 |  |

| 23. 1. 2015. 20:45 Извештај |                                                           | Барселона | 92 : 77                                  | Црвена звезда Телеком | Дворана Блауграна, Барселона Гледаоци: 5 381 |  |
| 23. 1. 2015. 20:45 Извештај | Четвртине: 27-21, 22-17, 21-21, 22-18                     |           |                                          |                       | Дворана Блауграна, Барселона Гледаоци: 5 381 |  |
| 23. 1. 2015. 20:45 Извештај | Поени: Абрињес 15 Скокови: Томић 10 Асистенције: Уертас 7 |           | Блажич 13 Марјановић 7 Вилијамс, Јовић 3 |                       | Дворана Блауграна, Барселона Гледаоци: 5 381 |  |

| 29. 1. 2015. 20:45 Извештај |                                                                      | Црвена звезда Телеком | 86 : 69                     | АЛБА Берлин | Хала Пионир, Београд Гледаоци: 5 907 |  |
| 29. 1. 2015. 20:45 Извештај | Четвртине: 22-12, 25-17, 17-18, 22-22                                |                       |                             |             | Хала Пионир, Београд Гледаоци: 5 907 |  |
| 29. 1. 2015. 20:45 Извештај | Поени: Марјановић 17 Скокови: Марјановић 12 Асистенције: Вилијамс 10 |                       | Меклин 14 Ренфро 8 Ренфро 4 |             | Хала Пионир, Београд Гледаоци: 5 907 |  |

| 5. 2. 2015. 20:45 Извештај |                                                                     | Црвена звезда Телеком | 68 : 70                                        | Жалгирис | Београдска арена, Београд Гледаоци: 18 382 |  |
| 5. 2. 2015. 20:45 Извештај | Четвртине: 13-20, 21-19, 15-14, 19-17                               |                       |                                                |          | Београдска арена, Београд Гледаоци: 18 382 |  |
| 5. 2. 2015. 20:45 Извештај | Поени: Марјановић 17 Скокови: Марјановић 10 Асистенције: Вилијамс 7 |                       | Андерсон 22 Јанкунас 8 Лекавичијус, Милакнис 3 |          | Београдска арена, Београд Гледаоци: 18 382 |  |

| 13. 1. 2015. 20:45 Извештај |                                                                      | Панатинаикос | 74 : 69                                        | Црвена звезда Телеком | Олимпијска дворана, Атина Гледаоци: 12 000 |  |
| 13. 1. 2015. 20:45 Извештај | Четвртине: 26-6, 11-23, 15-22, 22-18                                 |              |                                                |                       | Олимпијска дворана, Атина Гледаоци: 12 000 |  |
| 13. 1. 2015. 20:45 Извештај | Поени: Слотер 16 Скокови: Гист, Фоцис 5 Асистенције: Дијамантидис 10 |              | Марјановић, Џенкинс 17 Марјановић 10 Калинић 4 |                       | Олимпијска дворана, Атина Гледаоци: 12 000 |  |

| 26. 2. 2015. 20:45 Извештај |                                                             | Реал Мадрид | 85 : 61                                | Црвена звезда Телеком | Палата спортова Покрајине Мадрид, Мадрид Гледаоци: 9 123 |  |
| 26. 2. 2015. 20:45 Извештај | Четвртине: 16-18, 24-11, 20-17, 25-15                       |             |                                        |                       | Палата спортова Покрајине Мадрид, Мадрид Гледаоци: 9 123 |  |
| 26. 2. 2015. 20:45 Извештај | Поени: Керол 17 Скокови: Рејес, Слотер 5 Асистенције: Љуљ 7 |             | Марјановић 21 Марјановић 13 Вилијамс 8 |                       | Палата спортова Покрајине Мадрид, Мадрид Гледаоци: 9 123 |  |

| 5. 3. 2015. 20:45 Извештај |                                                                     | Црвена звезда Телеком | 89 : 76                  | Макаби Електра | Београдска арена, Београд Гледаоци: 9 926 |  |
| 5. 3. 2015. 20:45 Извештај | Четвртине: 18-20, 20-14, 16-25, 35-17                               |                       |                          |                | Београдска арена, Београд Гледаоци: 9 926 |  |
| 5. 3. 2015. 20:45 Извештај | Поени: Марјановић 19 Скокови: Марјановић 17 Асистенције: Вилијамс 5 |                       | Смит 15 Тајус 8 Охајон 8 |                | Београдска арена, Београд Гледаоци: 9 926 |  |

| 12. 3. 2015. 19:00 Извештај |                                                          | Галатасарај Лив Хоспитал | 68 : 91                        | Црвена звезда Телеком | Абди Ипекчи арена, Истанбул Гледаоци: 5 528 |  |
| 12. 3. 2015. 19:00 Извештај | Четвртине: 16-21, 19-31, 16-15, 17-24                    |                          |                                |                       | Абди Ипекчи арена, Истанбул Гледаоци: 5 528 |  |
| 12. 3. 2015. 19:00 Извештај | Поени: Поцјус 13 Скокови: Јанг 5 Асистенције: 3 играча 2 |                          | Блажич 19 Марјановић 9 Јовић 8 |                       | Абди Ипекчи арена, Истанбул Гледаоци: 5 528 |  |

| 20. 3. 2015. 21:00 Извештај |                                                                     | Црвена звезда Телеком | 73 : 77                              | Барселона | Београдска арена, Београд Гледаоци: 18 450 |  |
| 20. 3. 2015. 21:00 Извештај | Четвртине: 15-15, 17-22, 18-11, 23-29                               |                       |                                      |           | Београдска арена, Београд Гледаоци: 18 450 |  |
| 20. 3. 2015. 21:00 Извештај | Поени: Марјановић 23 Скокови: Марјановић 11 Асистенције: Вилијамс 6 |                       | Наваро 12 Саторански 10 Саторански 5 |           | Београдска арена, Београд Гледаоци: 18 450 |  |

| 26. 3. 2015. 20:15 Извештај |                                                          | АЛБА Берлин | 73 : 68                                       | Црвена звезда Телеком | О2 World, Берлин Гледаоци: 10 867 |  |
| 26. 3. 2015. 20:15 Извештај | Четвртине: 22-9, 17-13, 20-27, 14-19                     |             |                                               |                       | О2 World, Берлин Гледаоци: 10 867 |  |
| 26. 3. 2015. 20:15 Извештај | Поени: Банић 18 Скокови: Рединг 7 Асистенције: Рединг 11 |             | Марјановић 27 Марјановић, Митровић 10 Јовић 5 |                       | О2 World, Берлин Гледаоци: 10 867 |  |

| 3. 4. 2015. 18:45 Извештај |                                                                | Жалгирис | 76 : 70                                | Црвена звезда Телеком | Жалгирис арена, Каунас Гледаоци: 8 084 |  |
| 3. 4. 2015. 18:45 Извештај | Четвртине: 12-12, 28-15, 11-28, 25-15                          |          |                                        |                       | Жалгирис арена, Каунас Гледаоци: 8 084 |  |
| 3. 4. 2015. 18:45 Извештај | Поени: Јанкунас 19 Скокови: Јанкунас 9 Асистенције: Андерсон 5 |          | Марјановић 14 Марјановић 12 Вилијамс 5 |                       | Жалгирис арена, Каунас Гледаоци: 8 084 |  |

| 9. 4. 2015. 20:45 Извештај |                                                                  | Црвена звезда Телеком | 69 : 68                                    | Панатинаикос | Хала Пионир, Београд Гледаоци: 6 156 |  |
| 9. 4. 2015. 20:45 Извештај | Четвртине: 16-7, 14-19, 14-19, 25-23                             |                       |                                            |              | Хала Пионир, Београд Гледаоци: 6 156 |  |
| 9. 4. 2015. 20:45 Извештај | Поени: Калинић 14 Скокови: Марјановић 16 Асистенције: Вилијамс 7 |                       | Батиста 15 Батиста, Фоцис 6 Дијамантидис 6 |              | Хала Пионир, Београд Гледаоци: 6 156 |  |

## Партизан НИС у Еврокупу

### Прва фаза „Топ 36“ - Група Е
|    | Екипа            | Игр. | Поб. | Изг. | П+  | П-  | П+/- | Тај-брек |
| -- | ---------------- | ---- | ---- | ---- | --- | --- | ---- | -------- |
| 1. | Лијетувос Ритас  | 10   | 8    | 2    | 840 | 774 | +66  |          |
| 2. | Банвит           | 10   | 6    | 4    | 788 | 768 | +20  | 1-1 (+3) |
| 3. | Красни Октјабр   | 10   | 6    | 4    | 759 | 765 | -6   | 1-1 (-3) |
| 4. | Асесофт Плоешти  | 10   | 5    | 5    | 814 | 833 | -19  |          |
| 5. | Партизан НИС     | 10   | 3    | 7    | 734 | 774 | -40  |          |
| 6. | Хапоел Јерусалим | 10   | 2    | 8    | 806 | 827 | -21  |          |

| 15. 10. 2014. 18:30 Извештај |                                                                      | Лијетувос Ритас | 92 : 65                                 | Партизан НИС | Сименс арена, Вилњус Гледаоци: 2 140 |  |
| 15. 10. 2014. 18:30 Извештај | Четвртине: 30-21, 17-8, 23-25, 22-11                                 |                 |                                         |              | Сименс арена, Вилњус Гледаоци: 2 140 |  |
| 15. 10. 2014. 18:30 Извештај | Поени: Лукаускис, Лесли 18 Скокови: Лесли 10 Асистенције: 2 играча 6 |                 | Гагић, Милутинов 12 Тепић 6 Милутинов 4 |              | Сименс арена, Вилњус Гледаоци: 2 140 |  |

| 22. 10. 2014. 18:00 Извештај |                                                          | Партизан НИС | 61 : 77                                     | Банвит | Хала Пионир, Београд Гледаоци: 4 500 |  |
| 22. 10. 2014. 18:00 Извештај | Четвртине: 18-19, 21-29, 11-14, 11-15                    |              |                                             |        | Хала Пионир, Београд Гледаоци: 4 500 |  |
| 22. 10. 2014. 18:00 Извештај | Поени: Мачван 15 Скокови: Мачван 7 Асистенције: Мачван 5 |              | Драгичевић 20 Веременко, Мехија 6 Роуланд 7 |        | Хала Пионир, Београд Гледаоци: 4 500 |  |

| 29. 10. 2014. 18:30 Извештај |                                                                    | Хапоел Јерусалим | 82 : 79                  | Партизан НИС | Јерусалим арена, Јерусалим Гледаоци: 4 000 |  |
| 29. 10. 2014. 18:30 Извештај | Четвртине: 18-20, 24-26, 14-20, 26-13                              |                  |                          |              | Јерусалим арена, Јерусалим Гледаоци: 4 000 |  |
| 29. 10. 2014. 18:30 Извештај | Поени: Елијаху 22 Скокови: Елијаху, Смит 6 Асистенције: Халперин 7 |                  | Мурић 21 Мурић 7 Тепић 8 |              | Јерусалим арена, Јерусалим Гледаоци: 4 000 |  |

| 5. 11. 2014. 17:00 Извештај |                                                               | Красни Октјабр | 61 : 59                                 | Партизан НИС | Палата спортова Волгоград, Волгоград Гледаоци: 3 024 |  |
| 5. 11. 2014. 17:00 Извештај | Четвртине: 15-12, 17-13, 15-16, 14-18                         |                |                                         |              | Палата спортова Волгоград, Волгоград Гледаоци: 3 024 |  |
| 5. 11. 2014. 17:00 Извештај | Поени: Калпепер 13 Скокови: Травис 8 Асистенције: Понкрашов 4 |                | Милутинов 13 Милутинов 9 Мурић, Тепић 3 |              | Палата спортова Волгоград, Волгоград Гледаоци: 3 024 |  |

| 12. 11. 2014. 18:00 Извештај |                                                                | Партизан НИС | 76 : 69                      | Асесофт Плоешти | Хала Пионир, Београд Гледаоци: 5 000 |  |
| 12. 11. 2014. 18:00 Извештај | Четвртине: 25-23, 18-15, 11-20, 22-11                          |              |                              |                 | Хала Пионир, Београд Гледаоци: 5 000 |  |
| 12. 11. 2014. 18:00 Извештај | Поени: Маринковић 19 Скокови: Милутинов 9 Асистенције: Тепић 6 |              | Браун, Ли 13 Купер 6 Браун 6 |                 | Хала Пионир, Београд Гледаоци: 5 000 |  |

| 18. 11. 2014. 20:45 Извештај |                                                                     | Партизан НИС | 76 : 85                                                | Лијетувос Ритас | Хала Пионир, Београд Гледаоци: 5 800 |  |
| 18. 11. 2014. 20:45 Извештај | Четвртине: 16-18, 16-20, 26-26, 18-21                               |              |                                                        |                 | Хала Пионир, Београд Гледаоци: 5 800 |  |
| 18. 11. 2014. 20:45 Извештај | Поени: Мачван 22 Скокови: Мачван, Милутинов 7 Асистенције: Мачван 3 |              | Кавалијаускас 23 Кавалијаускас 7 Гецевичијус, Орелик 6 |                 | Хала Пионир, Београд Гледаоци: 5 800 |  |

| 26. 11. 2014. 18:00 Извештај |                                                               | Банвит | 90 : 85                   | Партизан НИС | Спортска хала Кара Али Акар, Бандирма Гледаоци: 2 800 |  |
| 26. 11. 2014. 18:00 Извештај | Четвртине: 24-25, 25-17, 20-23, 14-18, 7-2                    |        |                           |              | Спортска хала Кара Али Акар, Бандирма Гледаоци: 2 800 |  |
| 26. 11. 2014. 18:00 Извештај | Поени: Драгичевић 20 Скокови: Роуланд 7 Асистенције: Мехија 6 |        | Тепић 21 Гагић 11 Гагић 6 |              | Спортска хала Кара Али Акар, Бандирма Гледаоци: 2 800 |  |

| 3. 12. 2014. 18:00 Извештај |                                                           | Партизан НИС | 64 : 83               | Хапоел Јерусалим | Хала Пионир, Београд Гледаоци: 6 000 |  |
| 3. 12. 2014. 18:00 Извештај | Четвртине: 14-15, 23-20, 16-27, 11-21                     |              |                       |                  | Хала Пионир, Београд Гледаоци: 6 000 |  |
| 3. 12. 2014. 18:00 Извештај | Поени: Мачван 26 Скокови: Мачван 12 Асистенције: Мачван 4 |              | Џонс 16 Смит 6 Смит 6 |                  | Хала Пионир, Београд Гледаоци: 6 000 |  |

| 10. 12. 2014. 18:00 Извештај |                                                                 | Партизан НИС | 84 : 70                               | Красни Октјабр | Хала Пионир, Београд Гледаоци: 2 000 |  |
| 10. 12. 2014. 18:00 Извештај | Четвртине: 23-16, 18-26, 25-14, 18-14                           |              |                                       |                | Хала Пионир, Београд Гледаоци: 2 000 |  |
| 10. 12. 2014. 18:00 Извештај | Поени: Милосављевић 17 Скокови: Мачван 12 Асистенције: Тепић 17 |              | Калпепер 14 Травис 7 Лигинс, Травис 3 |                | Хала Пионир, Београд Гледаоци: 2 000 |  |

| 17. 12. 2014. 18:30 Извештај |                                                       | Асесофт Плоешти | 65 : 85                                   | Партизан НИС | Спортска хала Олимпија, Плоешти Гледаоци: 2 000 |  |
| 17. 12. 2014. 18:30 Извештај | Четвртине: 16-23, 16-20, 10-30, 23-12                 |                 |                                           |              | Спортска хала Олимпија, Плоешти Гледаоци: 2 000 |  |
| 17. 12. 2014. 18:30 Извештај | Поени: Браун 14 Скокови: Купер 9 Асистенције: Браун 9 |                 | Мачван 23 Мачван 8 Мачван, Милосављевић 6 |              | Спортска хала Олимпија, Плоешти Гледаоци: 2 000 |  |